# Mchinga
Mchinga (ehemals: Mtschinga) ist eine Siedlung im Distrikt Lindi, der in der ebenfalls Lindi genannten Region in Tansania liegt. Die Siedlung liegt am Ufer des Indischen Ozeans, etwa 30 Kilometer nördlich der Regionshauptstadt Lindi. Zur Zeit der Volkszählung im Jahr 2016 lebten ca. 6000 Menschen in der Stadt. Die meisten Einwohner von Mchinga sind Machinga, eine Bantu-Untergruppe.

## Geographie
Der Ort liegt in einem tief eingeschnittenen Creektal, das sich in die Mchingabucht (englisch: Mchinga Bay) fortsetzt. Der Hafen wurde bereits zur deutschen Kolonialzeit als wenig brauchbar, da zu ungeschützt, eingeschätzt.

## Karte
- Mchingabucht in 1:20.000, Deutsche Admiralitäts-Karte Nr. 190. Uhlig. Berlin. 1904.